# قائمة مواقع التراث العالمي في الإمارات العربية المتحدة

قائمة مواقع التراث العالمي في الإمارات العربية المتحدة هي قائمةٌ بمعالم ومواقع التراث العالمي التي تقع ضمن حدود الإمارات العربية المتحدة، والتي لها قيمة عالميّة متميّزة وأهميّة للتراث الثقافي أو الطبيعي أو لكليهما معًا كما هو مُوضَّح في اتفاقيّة حماية التراث العالمي الثقافي والطبيعي لعام 1972. تُرشِّح لجنة التراث العالمي التابعة لمنظمة الأمم المتحدة للتربية والعلم والثقافة (يونسكو) تلك المواقع، وتنظر في ملف ترشيحها، لتُدرَج ضمن قائمة مواقع التراث العالمي بناءً على معايير عديدة. كما تنقسم هذه القائمة إلى قائمة رئيسة وقائمة إرشاديّة مؤقّتة.
يُوجد حاليًّا في الإمارات العربية المتحدة موقعٌ واحدٌ مُدرجٌ ضمن القائمة الرئيسة للائحة التراث العالمي وهو موقع "مواقع العين الثقافية: جبل حفيت وموقع هيلي الأثري وبدع بنت سعود ومناطق الواحات" والذي سُجل في سنة 2011. أما في القائمة الإرشادية المؤقتة لمواقع التراث العالمي فقد سُجلت 5 مواقع في 2012، وموقع واحد في 2014، وواحد في 2018، وأربعة مواقع في 2020، وموقع واحد في 2021، وخمسة مواقع في سنة 2023 ليكون مجموعها 18 موقعًا مُسجلًا في القائمة الرئيسة والقائمة الإرشاديّة المؤقتة. تتوزّع أنواع المواقع بين 15 موقعًا ثقافيًّا، و3 مواقع طبيعيّة.

## القائمة

### القائمة الأصلية
| الصورة | الاسم                                                         | الموقع                                                    | النوع | الرقم | سنة التسجيل | ملاحظات |
| ------ | ------------------------------------------------------------- | --------------------------------------------------------- | ----- | ----- | ----------- | --- |
|        | مواقع العين الثقافية: حفيت وهيلي وبدع بنت سعود ومناطق الواحات | إمارة أبو ظبي 24°4′4″N 55°48′23″E / 24.06778°N 55.80639°E | ثقافي | 1343  | 2011        | تشكل مواقع العين الثقافية (منطقة حفيت وهيلي وبدع بنت سعود والواحات) ملكية متسلسلة تشهد على الاستيطان البشري المستقر لمنطقة صحراوية منذ العصر الحجري الحديث مع بقايا العديد من ثقافات ما قبل التاريخ. تشمل الآثار الرائعة في العقار مقابر حجرية دائرية (حوالي 2500 قبل الميلاد)، وآبارًا ومجموعة واسعة من الإنشاءات المبنية من الطوب اللبن: المباني السكنية والأبراج والقصور والمباني الإدارية. علاوة على ذلك، تتميز هيلي بأحد أقدم الأمثلة على نظام ري الأفلاج المتطور الذي يعود تاريخه إلى العصر الحديدي. يقدم الملكية شهادة مهمة على تحول الثقافات في المنطقة من الصيد والتجمع إلى الاستقرار. |

### القائمة المؤقتة
| الصورة | الاسم                                                        | الموقع | النوع | الرقم | سنة التسجيل | ملاحظات |
| ------ | ------------------------------------------------------------ | --- | ----- | ----- | ----------- | --- |
|        | موقع أم النار ومقبرته                                        | إمارة أبو ظبي 24°26′23″N 54°30′51″E / 24.43969°N 054.51425°E | ثقافي | 5660  | 2012        | تقع جزيرة أم النار قبالة ساحل إمارة أبوظبي، وتتميز بموقع أثري قدم اكتشافات كبيرة ساعدت على إلقاء الضوء على حياة حضارة أم النار خلال العصر البرونزي وثقافتها وأسلوب الحياة فيها. كانت هذه الجزيرة الصغيرة مستوطنةً كبيرةً أدَّت دوراً فعّالاً في التجارة الإقليمية، فقد أظهرت القطع الأثرية المكتشفة أن الناس في الجزيرة كانوا يتاجرون مع حضارات بعيدة، مثل بلاد الرافدين القديمة (العراق حالياً)، وحضارة وادي السند (باكستان والهند حالياً). كما تُعد أكبر مقبرة معروفة من نوعها في دولة الإمارات العربية المتحدة وسلطنة عمان. |
|        | جزيرة صير بو نعير                                            | إمارة الشارقة 25°13′57″N 54°15′30″E / 25.2324855°N 54.2584134°E | طبيعي | 5661  | 2012        | جزيرة صير بو نعير هي جزيرة إماراتية تابعة لإمارة الشارقة، وتبعد عن الشارقة مسافة 110 كيلومترات شمالاً، ومساحتها المربعة ميلان ونصف الميل، ويستخرج منها الملح والمغر، وبها عين مياه ظاهرة، ويتوفَّر بها النفط كذلك. تتميز الجزيرة بشواطئها الرملية وصفاء مائها، إضافةً إلى غنى محيطها بالحياة المرجانية والسمكية. |
|        | خور دبي                                                      | إمارة دبي 25°15′21″N 55°19′00″E / 25.255833°N 55.316667°E | ثقافي | 5662  | 2012        | خور دبي هو عبارة عن مدخل طبيعي لمياه الخليج العربي، في قلب مدينة دبي ويقسم المدينة إلى شقيها الأساسيين ديرة وبر دبي. يعبر البر الرئيس في ديرة في الضفة الشرقية للخور ويتابع طريقه في البر وصولاً إلى محمية الحياة البرية في رأس الخور التي تؤوي ما يزيد على 20000 طائر مائي من 67 نوعاً، وأكثر من 500 صنف مختلف من النبات والحيوانات. يعود أصله إلى القرن السادس عشر كمركز لصناعة اللؤلؤ، وشهد تطوراً كبيراً بصفته ميناءً تجارياً. يتمتع بأهمية تاريخية ويستخدم للسفر بين الضفتين ومازال يحتفظ بسماته التقليدية في وجه التوسع الحضري. |
|        | الدور                                                        | إمارة أم القيوين 25°31′20″N 55°37′34″E / 25.522222°N 55.626111°E | ثقافي | 5663  | 2012        | يعد موقع الدور في إمارة أم القيوين من أهم المواقع الأثرية في منطقة الخليج العربي، وذلك لتعدد فترات الاستيطان البشري فيه، والتي يعود أقدمها للألف الثالث قبل الميلاد واستمرت حتى منتصف القرن الثالث الميلادي، ويضم الموقع عناصر معمارية شاهدة على حضارة المكان من أهمها معبد الدور الأثري الذي يعود تاريخه إلى القرن الأول الميلادي. |
|        | مسجد البدية                                                  | إمارة الفجيرة 25°26′20″N 56°21′13″E / 25.438974°N 56.353591°E | ثقافي | 5665  | 2012        | مسجد البديَّة مسجد أثري يقع في قرية البديّة في إمارة الفجيرة بدولة الإمارات العربية المتحدة، أقدم مسجد ماثل بدولة الإمارات العربية المتحدة، وما زالت تقام فيه الصلاة حتى الآن. بُني بحدود العام 1446 للميلاد تقريبا. بُني المسجد من مواد محلية صرفة، فقد بني من الحجارة الكبيرة والصغيرة المسماة (بازلت)، واستخدم الطين المحروق كمادة رابطة للبناء، وقد سُقِّف بأربع قباب تستند إلى عمود وسطي واحد. تحتوي قاعة الصلاة على محراب ومنبر صغيرين. |
|        | الشارقة: بوابة الإمارات المتصالحة                            | إمارة الشارقة | ثقافي | 5941  | 2014        | تقع الشارقة، بما فيها ميناؤها القديم ومطارها القديم، في الجزء القديم من إمارة الشارقة شمال دولة الإمارات العربية المتحدة، وساهم موقعها في ازدهار التجارة. إذ تشير المصادر إلى وجود ميناء مهم للمنطقة في عام 1756 ميلاديًّا قد يكون هو ميناء الشارقة. تضمن ملف "الشارقة: بوابة الإمارات المتصالحة": حصن فيلي، وحصن الشارقة، والثكنات السابقة لكشافة ساحل عمان في منطقة المرقاب المعروفة باسم "معسكر المرقاب"، إلى جانب مطار المحطة الذي كان أول مطار في الخليج، ومدينة خورفكان الساحلية وحصنها، وواحة وادي الحلو، وواحة الذيد. وكانت مداولات إضافة هذه المواقع في قائمة اليونسكو مستمرة منذ 2014. |
|        | سبخة أبو ظبي                                                 | إمارة أبو ظبي 24°09′39″N 54°18′17″E / 24.160889°N 54.304833°E | طبيعي | 6352  | 2018        | تقع منطقة السبخة الساحلية لإمارة أبوظبي على الساحل الجنوبي للخليج العربي بدولة الإمارات العربية المتحدة؛ غرب إمارة أبوظبي. وتطوّرت على مدار 7000 عام الماضية؛ بسبب تآكل الرياح للكثبان الموجودة مسبقًا، وتكاثر رواسب الكربونات تحت الماء وبين المد والجزر وفوق المد والجزر. تقع السبخة تحديدًا جنوب جزر الضبعية وأبو الأبيض، وتمثل السبخة الكاملة الوحيدة في العالم التي تتضمن أربع طبقات رئيسة بارزة من المسطحات موجودة جميعها في موقع واحد، ولا يمثل هذا الموئل نظاماً بيئياً تقليدياً للكربون الأزرق فقط، وإنما من المحتمل أن يكون منشأ مخزون التربة التاريخي من الكربون في السبخات الساحلية. |
|        | المشهد الثقافي لمنطقة ضاية                                   | إمارة رأس الخيمة 25°53′01″N 56°03′23″E / 25.883611°N 56.056389°E | ثقافي | 6463  | 2020        | تُعد ضاية من أكثر المواقع أهمية في إمارة رأس الخيمة بموقعها الجغرافي ومشهدها الثقافي، إذ تحيط بها الجبال شديدة الانحدار التي يصل ارتفاعها إلى 850 مترًا من ثلاث جهات، وتحدها بحيرة باتجاه الغرب، وقد اجتذب خليج ضاية الحياة المستقرة على مدار آلاف السنين. وتمتاز المنطقة بالسهل الحصوي، على شكل هلال مغطى بالزراعة باتجاه الساحل، حيث يكمل الموطن البحري الغني بالمنطقة الغنية. ومن أهم المناظر الطبيعية المختلفة والأماكن الأثرية والمواقع التاريخية في ضاية، البحيرة، حدائق النخيل والحصن، وقلعة ضاية. |
|        | مدينة تجارة اللؤلؤ في الجزيرة الحمراء                        | إمارة رأس الخيمة 25°42′34″N 55°47′40″E / 25.709444°N 55.794444°E | ثقافي | 6464  | 2020        | كانت مدينة تجارة اللؤلؤ في الجزيرة الحمراء تقع في الأصل داخل الخليج قبالة الساحل الجنوبي من رأس الخيمة، كانت مساحتها تبلغ 45 هكتارًا. وكانت الجزيرة متصلة تقريبًا بالبر الرئيسي في الطرف الجنوبي الشرقي، ويمكن الوصول إليها في معظم الأوقات؛ بسبب طبيعتها كجزيرة مد وجزر حتى سبعينيات القرن الماضي، حتى ضمها ضمن مشروع كبير لاستصلاح الأراضي، لتصبح جزءًا من البر الرئيسي. تحدها الصحراء من الشرق، حيث يتوج السطر الأول من الكثبان الرملية الكبيرة ببرجين للمراقبة. كانت الأبراج تأمن آبار المياه العذبة على طول سفح الكثبان الرملية، حيث كانت المياه البحرية قليلة الملوحة متوفرة فقط للاستخدام المنزلي. تربط الأزقة الضيقة المنازل ومباني السوق والمساجد والحصن مع أبراج المراقبة، وبنيت كلها من الأحجار المرجانية وصخور الشاطئ الأحفورية بتقنية الطبقات، مع الأقواس البسيطة والزخرفية وشاشات الجبس المتقنة كعناصر زخرفية رئيسية. تتألف غالبية المباني من منازل صيفية وشتوية متواضعة تحيط بفناء، ولكن هناك منازل تتكون من طابقين، مثل "بيت عمران" و"بيت عبد الكريم". |
|        | جلفار المدينة التجارية                                       | إمارة رأس الخيمة 25°42′34″N 55°47′40″E / 25.709444°N 55.794444°E | ثقافي | 6465  | 2020        | هي منطقة تاريخية تقع في إمارة رأس الخيمة في الإمارات العربية المتحدة، وتعد جزءاً من شبه جزيرة مسندم، وتقع على مقربة من مضيق هرمز، حيث تفصل السهول الرسوبية بين الجبال الجيرية لرأس الجبل عن ساحل الخليج. ونظرًا للميزة الجغرافية الفريدة، تقع منطقة الانجراف في وادي "بيح" ووادي "حقيل" على مقربة شديدة من تجمعات مياه الأمطار والرواسب من الجبال الشاهقة. وقد أدى ذلك إلى تشكيل أراضٍ خصبة من أكبر المناطق الصالحة للزراعة ومنطقة حدائق النخيل في الإمارات، نظرًا لارتفاع معدل المياه القابلة للاستغلال والترسيب. وقد ساعد هذا السهل الخصب على ظهور مدينة جلفار التجارية. ونتيجة تكرار التغيرات الطبيعية في بيئة جلفار واستخدام الأراضي فإن العديد من المواقع الأثرية المهمة مرتبطة ارتباطًا مباشرًا بمدينة جلفار التجارية، ويمكن تحديد المواقع الثلاثة في "الكوش" و"المطاف" و"الندود" ورأس الخيمة على أنها موانئ جلفار والمراكز التجارية لها، والتي استخدمت خلال فترات مختلفة من العصر الإسلامي. وكان سور المدينة الضخم جزءًا من نظام تحصين يؤمن هذه الموانئ وحدائق النخيل باتجاه الصحراء المفتوحة في الجنوب الغربي.                                                                          |
|        | شمل                                                          | إمارة رأس الخيمة 25°49′40″N 56°01′52″E / 25.827644°N 56.031044°E | ثقافي | 6466  | 2020        | تمثل منطقة شمل مشهدًا أثريًا كثيفًا يمتد على طول سفوح جبال "رؤوس الجبال" لأكثر من 3 كيلو مترًا. تتميز المنطقة بالسهول الحصوية مع غابات الأكاسيا التي تطل عليها الجبال الجيرية في رأس الخيمة. يتكون الموقع الثقافي من أكثر من 100 مقبرة ما قبل التاريخ ومستوطنات ما قبل التاريخ وقصر من القرون الوسطى يعود إلى فترة ثقافة وادي سوق (2000-1600 قبل الميلاد)، وثقافة العصر البرونزي المتأخر (1600-1300 قبل الميلاد)، والفترة الإسلامية الوسطى (القرنين الثالث عشر والسادس عشر الميلاديين). لأكثر من 5000 عام، بدءًا من فترة حضارة حفيت (3200-2600 قبل الميلاد) واستمرت حتى القرن التاسع عشر الميلادي، شهدت وشاركت منطقة شمل في التقاليد الثقافية الفريدة التي تطورت على مفترق طرق التجارة القديمة بين الخليج، والمحيط الهندي وجنوب شرق شبه الجزيرة العربية. |
|        | محمية وادي الوريعة الوطنية                                   | إمارة الفجيرة 25°25′06″N 56°15′36″E / 25.418389°N 56.259902°E | طبيعي | 6554  | 2021        | تعد محمية وادي الوريعة الوطنية المنطقة المحمية الأرضية الوحيدة في إمارة الفجيرة. وتبلغ مساحتها الإجمالية 225 كيلومتراً مربعاً، أي ما يزيد عن 20% من إجمالي مساحة الإمارة. حصلت الحديقة على حماية رسمية بموجب مرسوم خاص أصدره حاكم الفجيرة في عام 2009. وفي عام 2010، أعلنت موقعاً ضمن اتفاقية رامسر، واُعترِف بها أراضٍ رطبة ذات أهمية دولية، نظرًا لأهميتها لأنواع الطيور المهاجرة والموائل المرتبطة بها. وفي عام 2018، أُعلنت المحمية ضمن محميات برنامج الإنسان والمحيط الحيوي التابعة لليونسكو، وهو الموقع الثاني من نوعه في دولة الإمارات العربية المتحدة. وتحتوي المحمية على تنوع بيولوجي هائل، وتعتبر موطنًا لأكثر من 860 نوعًا مختلفًا تشمل 208 أنواع من النباتات، بعض هذه الأنواع يعتبر نادراً مثل ثعلب بلانفورد، وزهرة الأوركيد البري، وقط غوردن البري وبعضها اكتشِف وسُجِّل للمرة الأولى على الصعيد العالمي داخل المحمية. |
|        | وادي الحلو: شهادة على إنتاج النحاس في العصر البرونزي         | إمارة الشارقة 24°59′29″N 56°13′07″E / 24.991467°N 56.218650°E | ثقافي | 6641  | 2023        | وادي الحلو موطنٌ لمواقع أثريّةٍ وطبقاتٍ تاريخيةٍ متعددة يقع في جبال الحجر الشمالية في الشارقة، جنوب شرق شبه الجزيرة العربية، ويمتد الوادي نفسه على مساحة تقدر بـ 84 كيلومترًا مربعًا. يقدم الوادي أول دليلٍ على التعدين في جنوب شرق شبه الجزيرة العربية في أثناء الفترة الانتقالية من العصر الحجري الحديث إلى العصر البرونزي، ويعتبر الموقع الأثري المكتشف في وادي الحلو شهادة متكاملة لتقنيات تعدين النحاس محلياً، وعلاقة سكان الوادي قديماً بالبيئة من خلال تكيفهم مع العوامل الجيولوجية والجغرافية الخلابة للموقع. كان الوادي أيضًا جزءًا من شبكة تبادل تجاري كبيرة بين مواقع العصر البرونزي حول الخليج العربي، والمزود الرئيسي للنحاس الخام لمواقع إنتاج البرونز الأخرى في المنطقة مثل تل أبرق وكلباء وأم النار، وسجلت النقوش الصخرية الممتدة على تضاريس الوادي حركة الإنسان والمنتجات عبر الوادي باتجاه الساحل الشرقي والساحل الغربي، ويعتبر نقش القارب في أعماق الوادي والنقوش المميزة لخناجر تعبر عن الفترة البرونزية، دليلاً على علاقة الموقع بشبكة التجارة المحلية والإقليمية. |
|        | الفن الصخري في إمارة الشارقة                                 | خطم الملاحة، كلباء 24°59′21″N 56°20′51″E / 24.989178°N 56.347386°E المديفي، خورفكان 24°59′21″N 56°20′51″E / 24.989178°N 56.347386°E اللؤلؤية، خورفكان 24°59′21″N 56°20′51″E / 24.989178°N 56.347386°E وادي شي، خورفكان 24°59′21″N 56°20′51″E / 24.989178°N 56.347386°E | ثقافي | 6642  | 2023        | الفن الصخري في إمارة الشارقة هو أول فن صخري يُكتشف في جبال الحجر، ويعتبر من اللوحات الجديرة بالاهتمام؛ نظراً لتنوع مواضيعها وأساليب الحفر التي تمتد على مدار سبعة آلاف سنة. تشمل هذه القائمة مواقع النقش الصخري في خطم الملاحة بمدينة كلباء، ومواقع أخرى في خورفكان مثل المديفي، اللؤلؤية، ووادي شي. هذه المواقع محمية بواسطة أسوار أو لافتات تشير إلى حماية الموقع من قبل هيئة الآثار. حُدِّدت أربع مراحل زمنية رئيسية على نحو مؤقت: المرحلة الأولى تميزت بصور الحمير البرية والماعز البري في خطم الملاحة والمديفي، تعود إلى الألفية الخامسة قبل الميلاد. المرحلة الثانية، في الألفية الرابعة قبل الميلاد، تميزت بنقوش الماعز البري بأسلوب "الثلاث ضربات". المرحلة الثالثة في الألفية الثالثة والثانية قبل الميلاد، تتميز بأشكال "T" والتي قد تمثل شجرة نخيل أو سلاح، وتشمل هذه الفترة أيضاً عناصر فنية مجردة كدوائر وأشكال هندسية. المرحلة الرابعة، التي تمتد من نهاية الألفية الثانية قبل الميلاد حتى عقود قليلة ماضية، تميزت بنقوش الجمال والخيول والسفن ونقوش كتابية بالعربية القديمة والكوفي والنسخ. المواقع جميعها متاحة للزوار؛ مما يعزز السياحة ويشجع على زيارة هذه النقوش التاريخية. |
|        | مليحة، مركز ما قبل الإسلام في مملكة جنوب شرق الجزيرة العربية | إمارة الشارقة 25°07′01″N 55°52′18″E / 25.117081°N 55.871564°E | ثقافي | 6643  | 2023        | تمثل منطقة مليحة في فترة ما قبل الإسلام ذروة الحضارة القديمة في هذه المنطقة امتد تأثيرها الثقافي من القرن الثالث قبل الميلاد وحتى الثالث الميلادي، وأكدت المكتشفات الأثرية القيمة الثقافية المتمثلة باتصالات مليحة الخارجية والدور الحيوي الذي لعبته في تجارة القوافل كونها جزءًا رئيسيًّا من شبكة التجارة عبر صحراء شبه الجزيرة العربية، والتي ربطت بين سواحل المحيط الهندي والبحر الأبيض المتوسط. سكّت مليحة عملات معدنية خاصة بها، ونال حكامها وتجارها ثراء مكنهم من امتلاك أفضل الجمال والخيول، وبناء قبور على شكل أبراج تعبير عن منزلتهم الرفيعة وهو ما أثبتته دلائل الممارسات الجنائزية والعمارة الجنائزية المكتشفة والتي تشكل شهادة استثنائية لهذه الحضارة ودورها في تاريخ البشرية في المنطقة خلال ستة قرون. كما اكتُشفت مجموعة من المقابر الأثرية، ضمت بعضها شواهد حملت اسم "عمان". وتتميز هذه المقابر بوجود غرف تحت الأرض، ضمت قبورًا بشرية وحيوانية، شملت خيولًا وجِمالًا، بعضها من نوع هجين بين الجمل العربي ذي السنام الواحد والجمل البكتيري ذي السنامين. ويُعدّ العثور على قبر ضمّ حصانًا دُفن مع عشرة أقراص ذهبية من الاكتشافات الاستثنائية.                                             |
|        | المناظر الطبيعية القديمة في الفاية                           | إمارة الشارقة 25°07′08″N 55°50′49″E / 25.118889°N 55.846944°E | ثقافي | 6653  | 2023        | جبل الفاية هو موقع أثري وتلة من الحجر الجيري أو جرف بالقرب من المدام في إمارة الشارقة، الإمارات العربية المتحدة، يقع حوالي 50 كيلومتر (31 ميل) شرق مدينة الشارقة، وبين ساحل الخليج وجبال الحجر. يحتوي على مجموعات أدوات من العصر الحديدي والعصر البرونزي والعصر الحجري الحديث والعصر الحجري القديم. نظرًا لأن أعمق تجمع لها يرجع تاريخه إلى 125,000 عام، كان يُعتقد أنها أقدم مستوطنة في العالم للإنسان الحديث تشريحًا خارج إفريقيا وقت اكتشافها في عام 2011 عُثِر على اكتشافات تعود إلى تاريخ سابق في كهف ميسليا في بلاد الشام. |
|        | منطقة حتا الأثرية (إمارة دبي)                                | إمارة دبي 24°43′03″N 56°07′54″E / 24.717500°N 56.131667°E | ثقافي | 6664  | 2023        | تقع بلدة حتا عند سفح جبال الحجر، التي تمتد على الحافة الجنوبية الشرقية لشبه الجزيرة العربية، وتتميز المنطقة بجبال شاهقة وأودية خصبة غنية بالموارد الطبيعية والمياه بسبب الأمطار الموسمية. وتُعد حتا إحدى أقدم الأماكن المأهولة في دبي منذ العصر البرونزي. أظهرت المسوحات الأثرية توثيق وتسجيل 84 مدفناً أثرياً تنتشر تحت سفح جبل اليمح، ضمن مجموعات تقع على مقربة من بعضها، وجميعها مشيدة من كتل من الحجر المحلي، وتمتاز هذه المدافن بنمطها المعماري الخاص الذي ينتمي إلى عصور حضارات حفيت، وأم النار، ووادي سوق وحضارة العصر الحديدي. واكتشفت الكثير من الآثار والنقوش والرسومات التي تعود إلى عصور قديمة جدا من العصر الحجري إلى العصور الإسلامية المتقدمة والمتأخرة، ولا تزال بعض المعالم الأثرية قائمة. |

### فهرس المراجع
المنشورات
العربية
1. ↑  حسين (1991)، ص. 78.
2. ↑  العبودي (1992)، ص. 29.
3. ↑  آجيوس (2020)، ص. 156.
4. ↑  أنجيلو (2022)، ص. 124.

الإنجليزية
1. ↑  Jeffreys (2008), p. 9-10.
2. ↑  Armitage (2011), p. 453–456.

مواقع الويب
العربية
1. ↑  "أم النار جزيرة موغلة في القدم في أبوظبي". أبو ظبي للثقافة. 14 فبراير 2018. مؤرشف من الأصل في 2023-12-05. اطلع عليه بتاريخ 2024-04-06.
2. 1 2 3  "المواقع التمهيدية". وزارة الثقافة الإماراتية. مؤرشف من الأصل في 2024-02-25. اطلع عليه بتاريخ 2024-02-25.
3. ↑  "مقبرة ام النار". وزارة الثقافة الإماراتية. مؤرشف من الأصل في 2024-07-29. اطلع عليه بتاريخ 2024-07-28.
4. ↑  "المواقع التمهيدية". وزارة الثقافة الإماراتية. مؤرشف من الأصل في 2024-02-25. اطلع عليه بتاريخ 2024-04-06.
5. ↑  "مسجد البدية". وزارة الثقافة الإماراتية. مؤرشف من الأصل في 2024-07-26. اطلع عليه بتاريخ 2024-07-25.
6. ↑  "المواقع التمهيدية". وزارة الثقافة الإماراتية. مؤرشف من الأصل في 2024-04-06. اطلع عليه بتاريخ 2024-04-08.
7. ↑  بتول كشواني؛ عبد الناصر منعم (6 يوليو 2022). "هيئة الشارقة للآثار : إدراج "بوابة الإمارات المتصالحة" على قائمة تراث العالم الإسلامي النهائية". وكالة أنباء الإمارات. مؤرشف من الأصل في 2022-08-14. اطلع عليه بتاريخ 2024-04-09.
8. ↑  "بوابة الإمارات المواقع المرشحة". الشارقة: بوابة الإمارات المتصالحة. مؤرشف من الأصل في 2019-09-06. اطلع عليه بتاريخ 2024-04-08.
9. ↑  "الشارقة "بوابة الإمارات المتصالحة" تشارك العالم إرثها التاريخي". العين الإخبارية. 20 أكتوبر 2018. مؤرشف من الأصل في 2021-04-18. اطلع عليه بتاريخ 2024-04-08.
10. ↑  "السبخات الساحلية بأبوظبي من أفضل الأنواع الموثقة عالمياً". مركز الاتحاد للأخبار. 5 أكتوبر 2018. مؤرشف من الأصل في 2024-04-12. اطلع عليه بتاريخ 2024-04-11.
11. ↑  "المواقع التمهيدية". وزارة الثقافة الإماراتية. مؤرشف من الأصل في 2024-04-06. اطلع عليه بتاريخ 2024-04-11.
12. ↑  "اليونسكو تدرج 4 مواقع إماراتية بالقائمة التمهيدية لـ"التراث العالمي"". العين الإخبارية. 8 سبتمبر 2020. مؤرشف من الأصل في 2024-04-28. اطلع عليه بتاريخ 2024-04-27.
13. ↑  "قلعة ضاية". هيئة رأس الخيمة لتنمية السياحة. مؤرشف من الأصل في 2023-10-03. اطلع عليه بتاريخ 2024-04-27.
14. ↑  "اليونسكو تدرج أربعة مواقع أثرية في رأس الخيمة على القائمة التمهيدية لمواقع التراث العالمي". وزارة الثقافة الإماراتية. مؤرشف من الأصل في 2024-05-09. اطلع عليه بتاريخ 2024-05-09.
15. ↑  "تقرير / الجزيرة الحمراء.. ماضِ عريق يروى تراث الأجداد في الغوص على اللؤلؤ والملاحة البحرية". وكالة أنباء الإمارات. 13 أغسطس 2020. مؤرشف من الأصل في 2024-04-27. اطلع عليه بتاريخ 2024-04-27.
16. ↑  "4 مواقع إماراتية على قائمة اليونسكو التمهيدية - مجلة ناشيونال جيوغرافيك العربية". ناشيونال جيوغرافيك العربية. 9 سبتمبر 2020. مؤرشف من الأصل في 2024-02-29. اطلع عليه بتاريخ 2024-04-27.
17. ↑  "4 مواقع إماراتية على قائمة اليونسكو التمهيدية - مجلة ناشيونال جيوغرافيك العربية". ناشيونال جيوغرافيك العربية. 9 سبتمبر 2020. مؤرشف من الأصل في 2024-02-29. اطلع عليه بتاريخ 2024-02-29.
18. ↑  "المواقع التمهيدية". وزارة الثقافة الإماراتية. مؤرشف من الأصل في 2024-02-25. اطلع عليه بتاريخ 2024-02-29.
19. ↑  البيان (9 سبتمبر 2020). "4 مواقع في رأس الخيمة على «تمهيدية» التراث العالمي". البيان. مؤرشف من الأصل في 2024-05-09. اطلع عليه بتاريخ 2024-05-09.
20. ↑  "جلفار.. موطن التجارة والبحارة منذ 5 آلاف عام قبل الميلاد". البيان. 27 سبتمبر 2013. مؤرشف من الأصل في 2024-04-28. اطلع عليه بتاريخ 2024-04-27.
21. ↑  "المواقع الوطنية في لائحة «اليونسكو» للتراث العالمي.. ذاكرة حضارية تحفظها أرض الإمارات". البيان. 17 يناير 2023. مؤرشف من الأصل في 2024-05-08. اطلع عليه بتاريخ 2024-05-08.
22. ↑  "المواقع الأثرية في الإمارات.. تحف إنسانية تروي صفحات ناصعة من تاريخ البشرية". البيان. 31 يناير 2023. مؤرشف من الأصل في 2024-05-09. اطلع عليه بتاريخ 2024-05-08.
23. ↑  "150 متطوع من يدعمون جهود المحافظة في متنزه وادي الوريعة الوطني". الصندوق العالمي للطبيعة. 2 مايو 2013. مؤرشف من الأصل في 2024-05-10. اطلع عليه بتاريخ 2024-05-08.
24. ↑  "ولي عهد الفجيرة يشيد بادراج "اليونسكو" محمية وادي الوريعة ضمن القائمة التمهيدية لمواقع التراث العالمي". وكالة أنباء الإمارات. 24 مارس 2022. مؤرشف من الأصل في 2022-03-24. اطلع عليه بتاريخ 2024-05-08.
25. ↑  "وادي الحلو.. موطن النحاس في العصر البرونزي". صحيفة الخليج. 17 سبتمبر 2021. مؤرشف من الأصل في 2021-11-17. اطلع عليه بتاريخ 2024-05-10.
26. ↑  "موقع وادي الحلو". وزارة الثقافة الإماراتية. مؤرشف من الأصل في 2024-05-10. اطلع عليه بتاريخ 2024-05-10.
27. 1 2  "هيئة الشارقة للآثار تُعلن إدراج 4 مواقع هامة لإمارة الشارقة على قائمة اليونسكو التمهيدية للتراث العالمي". المكتب الإعلامي لحكومة الشارقة. 27 فبراير 2023. مؤرشف من الأصل في 2024-05-10. اطلع عليه بتاريخ 2024-05-10.
28. ↑  "هيئة الشارقة للآثار تنجز حصر وتوثيق النقوش الصخرية بالامارة". جريدة الدستور. 30 ديسمبر 2023. مؤرشف من الأصل في 2024-06-04. اطلع عليه بتاريخ 2024-06-04.
29. ↑  "المديفي – الشارقة – SAA". هيئة الشارقة للآثار. مؤرشف من الأصل في 2024-06-04. اطلع عليه بتاريخ 2024-06-04.
30. ↑  "مدفن مليحة (من فترة أم النار)". وزارة الثقافة الإماراتية. مؤرشف من الأصل في 2024-07-20. اطلع عليه بتاريخ 2024-07-13.
31. 1 2  "هيئة الشارقة للآثار تُعلن إدراج 4 مواقع هامة لإمارة الشارقة على قائمة اليونسكو التمهيدية للتراث العالمي". الشارقة للأخبار. مؤرشف من الأصل في 2024-07-13. اطلع عليه بتاريخ 2024-07-13.
32. ↑  حمد بن صراي (15 مارس 2017). "آثار مليحة والدور..قصة حضارة متميزة". البيان. مؤرشف من الأصل في 2024-07-20. اطلع عليه بتاريخ 2024-07-13.
33. ↑  "مدينة مليحة". وزارة الثقافة الإماراتية. مؤرشف من الأصل في 2024-07-20. اطلع عليه بتاريخ 2024-07-13.
34. ↑  "موقع الفاية". وزارة الثقافة الإماراتية. مؤرشف من الأصل في 2024-07-13. اطلع عليه بتاريخ 2024-07-13.
35. ↑  "منطقة حتا الأثرية". وزارة الثقافة الإماراتية. مؤرشف من الأصل في 2024-07-13. اطلع عليه بتاريخ 2024-07-13.
36. ↑  "مواقع دبي الأثرية.. كنوز حضارية قديمة تعود إلى 300 ألف سنة". صحيفة الخليج. مؤرشف من الأصل في 2024-08-07. اطلع عليه بتاريخ 2024-07-13.
37. ↑  "مواقع دبي الأثرية.. كنوز حضارية وتاريخ عريق". مركز الاتحاد للأخبار. 26 مايو 2024. مؤرشف من الأصل في 2024-07-13. اطلع عليه بتاريخ 2024-07-13.
38. ↑  "حتا.. قنطرة يتلاقى عندها التاريخ والجغرافيا والطبيعة وتفوح منها روائح الفاكهة والتراث". البيان. 4 أغسطس 2008. مؤرشف من الأصل في 2024-07-13. اطلع عليه بتاريخ 2024-07-13.

الإنجليزية
1. ↑  "The World Heritage Convention". World Heritage Convention (بالإنجليزية). Archived from the original on 2024-08-06. Retrieved 2024-07-13.
2. ↑  "The Criteria for Selection". World Heritage Convention (بالإنجليزية). Archived from the original on 2024-08-02. Retrieved 2024-07-13.
3. ↑  "Tentative Lists". World Heritage Convention (بالإنجليزية). Archived from the original on 2024-08-02. Retrieved 2024-07-13.
4. ↑  "Cultural Sites of Al Ain (Hafit, Hili, Bidaa Bint Saud and Oases Areas)". UNESCO World Heritage Centre (بالإنجليزية). Archived from the original on 2024-01-27. Retrieved 2024-04-08.
5. ↑  [a] R.A. Western. "Vegetation of Offshore Islands in the Gulf". Emirates Natural History Group (بالإنجليزية). Archived from the original on 2016-03-03. Retrieved 2014-01-24.
[b] "Sir Abu Nu'ayr Concession | Select Projects | Crescent Petroleum" (بالإنجليزية). Crescent.ae. Archived from the original on 2014-02-28. Retrieved 2014-01-24.
6. ↑  "Khor Dubai". UNESCO World Heritage Centre (بالإنجليزية). Archived from the original on 2024-01-04. Retrieved 2024-04-06.
7. ↑  "History comes alive". Gulf News (بالإنجليزية). 10 Jul 2008. Archived from the original on 2024-02-13. Retrieved 2018-07-30.
8. ↑  Eugene Harnan. "Oldest UAE mosque holds onto its secrets". The National (بالإنجليزية). Archived from the original on 2023-06-03.
9. ↑  Tahseen Shaghouri (10 Dec 2001). "Designs on the past". Gulf News (بالإنجليزية). Archived from the original on 2023-11-27. Retrieved 2011-08-01.
10. ↑  "Sharjah: the Gate to Trucial States". UNESCO World Heritage Centre (بالإنجليزية). Archived from the original on 2023-12-09. Retrieved 2024-04-08.
11. ↑  "gulftoday.ae | Heart of Sharjah, Khorfakkan, Al Dhaid in the running for Unesco World Heritage Site title". gulftoday.ae (بالإنجليزية). Archived from the original on 2022-12-24. Retrieved 2018-12-03.
12. ↑  "Heart of Sharjah could become World Heritage site". Construction Week (بالإنجليزية). 2 Mar 2014. Archived from the original on 2024-08-07. Retrieved 2024-08-07.
13. ↑  Centre, UNESCO World Heritage. "Abu Dhabi Sabkha". UNESCO World Heritage Centre (بالإنجليزية). Archived from the original on 2024-02-18. Retrieved 2024-04-11.
14. ↑  Centre, UNESCO World Heritage. "Wadi Wurayah National Park". UNESCO World Heritage Centre (بالإنجليزية). Archived from the original on 2024-06-02. Retrieved 2024-05-05.
15. ↑  "Wadi Wurayah National Park | Ramsar Sites Information Service". rsis.ramsar.org (بالإنجليزية). Ramsar Sites Information Service. 10 Jul 2010. Archived from the original on 2024-01-15. Retrieved 2024-05-08.
16. ↑  Centre, UNESCO World Heritage. "The Rock Art of the Emirate of Sharjah". UNESCO World Heritage Centre (بالإنجليزية). Archived from the original on 2024-06-05. Retrieved 2024-06-09.
17. ↑  O'Reilly, Mick (29 Jan 2011). "Humans migrated even earlier". Gulf News (بالإنجليزية). Dubai. Archived from the original on 2024-07-13. Retrieved 2024-07-13.
18. ↑  "Art Destination Sharjah: Rock shelter site at Jebel Faya". Universes in Universe (بالإنجليزية). Archived from the original on 2024-07-18. Retrieved 2024-07-25.
19. ↑  Leech, Nick (28 May 2015). "The long read: Out of Arabia, the story of early humanity". The National (بالإنجليزية). Archived from the original on 2024-07-13. Retrieved 2024-07-13.
20. ↑  [a] "Scientists discover oldest known modern human fossil outside of Africa: Analysis of fossil suggests Homo sapiens left Africa at least 50,000 years earlier than previously thought". ScienceDaily (بالإنجليزية). 25 Jan 2018. Archived from the original on 2024-08-19. Retrieved 2024-07-13.
[b] Ghosh, Pallab (2018). "Modern humans left Africa much earlier". BBC News (بالإنجليزية). Archived from the original on 2024-01-20. Retrieved 2024-07-13.
21. ↑  "Hatta Archaeological Landscape (Emirate of Dubai)". unesco (بالإنجليزية). Archived from the original on 2024-07-13. Retrieved 2024-07-13.

### المعلومات الكاملة للمراجع
الكتب
العربية
- ناصر العبودي (1992)، مسجد البدية من مساجد الإمارات القديمة: دراسة أركيولوجية تاريخية، سلسلة الدراسات التاريخية والأثرية (1) (ط. 1)، العين: جامعة الإمارات العربية المتحدة، OCLC:49252106، QID:Q125395775
- ديونيسيوس ألبرتوس آجيوس (2020). الإبحار في الخليج العربي وعُمان: مجتمعات السفن الشراعية. ترجمة: سلطان بن ناصر المجيول. أبو ظبي: دائرة الثقافة والسياحة (أبو ظبي). ISBN:978-9948-36-536-5. OCLC:1312257377. QID:Q125858887.

الإنجليزية
- Andrew Jeffreys, ed. (2008). The Report: Sharjah 2008 (بالإنجليزية). London: Oxford Business Group. ISBN:978-1-902339-02-3. OCLC:798336570. QID:Q127869808.

المقالات المحكمة
العربية
- كامل يوسف حسين (1991). "مساجد الإمارات.. أقدمها "البدية"، و"الفيصل"". مجلة الفيصل ع. 169: 76–79. QID:Q125848378.
- أنجيلو يوجينيو فوساتي (2022). "الفن الصخري في إمارة الشارقة". حولية آثار الشارقة ع. 20: 101–149. QID:Q126453268.

الإنجليزية
- Simon J. Armitage; Adrian G. Parker (2011). "The Southern Route "Out of Africa": Evidence for an Early Expansion of Modern Humans into Arabia". Science (بالإنجليزية). 331 (6016): 453–456. Bibcode:2011Sci...331..453A. DOI:10.1126/SCIENCE.1199113. ISSN:0036-8075. OCLC:704613403. PMID:21273486. QID:Q22065606.

## وصلات خارجية
- النقوش الأثرية على موقع هيئة الشارقة للآثار.